# Neussargues en Pinatelle
Neussargues en Pinatelle is een voormalige gemeente in het Franse departement Cantal in de regio Auvergne-Rhône-Alpes. Neussargues en Pinatelle telde op 1 januari 2022 1.577 inwoners.

## Geschiedenis
De gemeente is op 1 januari 2016 ontstaan door de fusie van de gemeenten Celles, Chalinargues, Chavagnac, Neussargues-Moissac en Sainte-Anastasie.
Op verzoek van vier van de vijf voormalige gemeenten werd de fusie per 1 januari 2025 ongedaan gemaakt en werden de in 2016 opgeheven gemeenten hersteld.

## Geografie
De oppervlakte van Neussargues en Pinatelle bedroeg op 1 januari 2022 91,98 vierkante kilometer; de bevolkingsdichtheid was toen 17,1 inwoners per km².
De onderstaande kaart toont de ligging van Neussargues en Pinatelle met de belangrijkste infrastructuur en aangrenzende gemeenten.

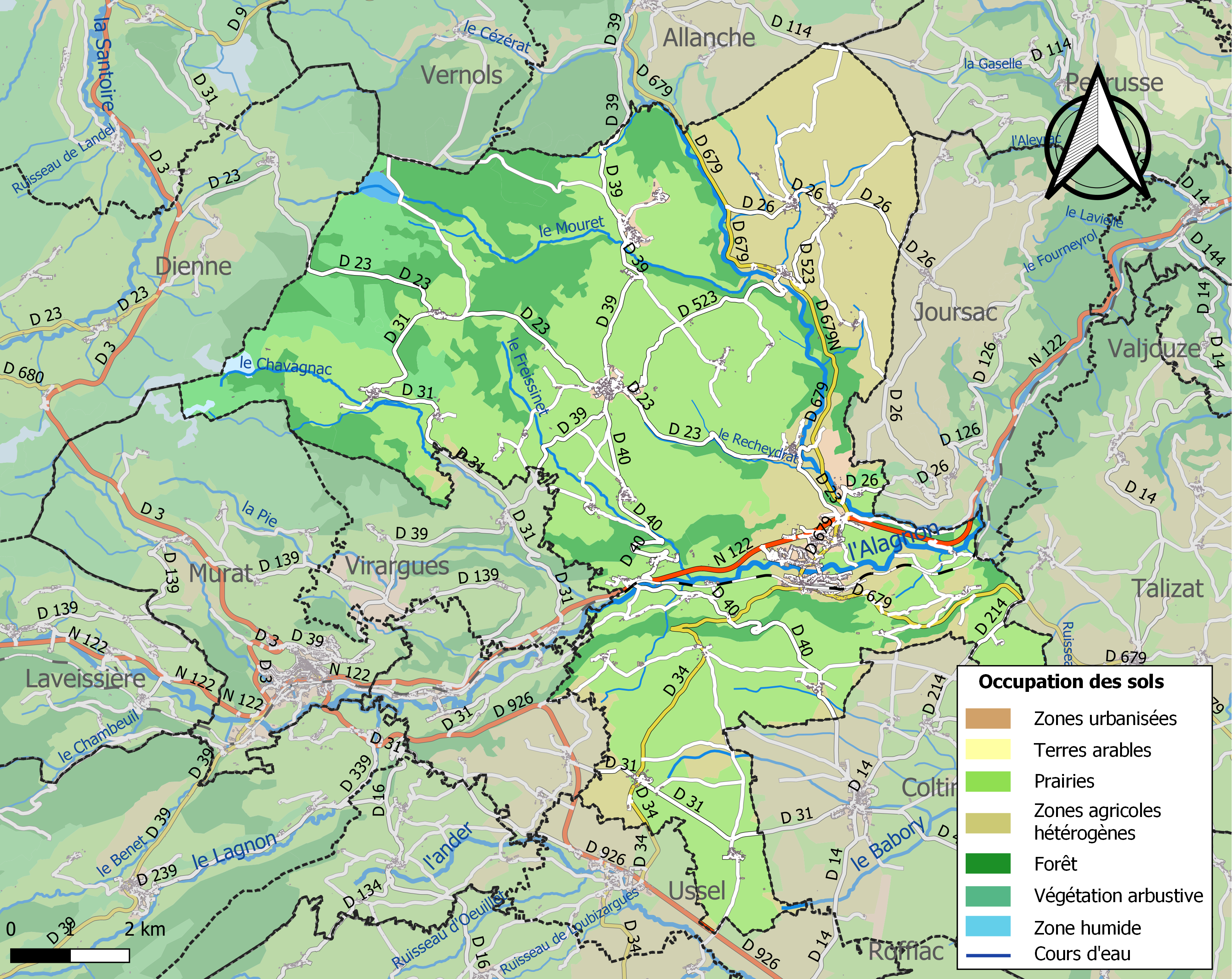